# Die Fiebersonate
Die Fiebersonate è un film muto del 1916 diretto da Emmerich Hanus. Fu il primo film prodotto da Frederic Zelnik, un attore che aveva cominciato la sua carriera cinematografica nel 1910 e che sarebbe diventato un importante produttore del cinema tedesco.

## Produzione
Il film fu prodotto dalla Berliner Film-Manufaktur GmbH.

## Distribuzione
Venne distribuito in Germania nel 1916.